# 釣崎清隆
釣崎 清隆（つりさき きよたか、1966年 - ）は日本の写真家、映像作家、文筆家。富山県出身。
学生時代より映画制作、文筆活動に従事。慶應義塾大学文学部を卒業後、AV監督を経て、1994年、写真家として活動を開始。
死体写真家として知られ、ヒトの死体を被写体にタイ、コロンビア、メキシコ、ロシア、ウクライナ、パレスチナ等、世界各国の犯罪現場、紛争地域を取材してきた。

## 経歴

### 映画少年からシネフィル、AV監督へ
1966年12月20日に富山県氷見市で生まれ、高岡市で育つ。10歳の時に映画『ジョーズ』が公開されたことに刺激を受け、一人で劇場に足を運び、自然と「映画監督になりたい」と思うようになる。中学生になると一層映画館へ通うようになり、劇場に弁当を持ち込んで『ジャンク』を一日中見るほどだった。また、家庭でも親子で『デスファイル』やグァルティエロ・ヤコペッティの監督作品を観るなど、両親は子供だからと残酷描写を子供の目から隠したりしなかった。
富山県立高岡高等学校1年生の頃から自主映画の撮影を始める。慶應義塾大学文学部に進学。当時はバブル景気で社会全体が軽佻浮薄な方向に流れ「ひとつのことに打ち込むことがバカにされる時代」であったが、同じ方向を目指す者同士が集まり映画制作を続けた。サークルの先輩の紹介でアダルトビデオの批評を書いていたことからAV業界に詳しくなり、人権団体と争ってでも作品を出すV&Rプランニングの姿勢や、当時日活ロマンポルノが潰れて、その人材の受け皿となっていたシネマジックを見、「AVから日本の映像文化が変わると確信」してAVの世界に飛び込むことになる。当初はV&Rプランニングへ入社する予定だったが、恋人の説得によりシネマジックに入社する。

### 死体写真家へ
シネマジックには2年半勤めたものの、27歳になりAV業界での活動に限界を感じ始めていた。その時、悪趣味を売りにする鬼畜系雑誌『TOO NEGATIVE』の編集者小林小太郎にタイで死体写真の撮影を勧められ、それまでは写真は映像より劣る物と考えていたものの、ロサンゼルス行きを考えていたこともあって承諾、1994年にタイでの撮影後、ロサンゼルスへ行き、さらにそこから近いということで1995年1月コロンビアへ行くことになった。
後に、釣崎は「自分たちは純粋培養でどうしようもなく甘い世代だから、ただ絶望して潰れてしまうより自発的に突破口を切り開いていかないと何も変わらないという思いがあった。例えば、実際の死に触れないでホラー映画監督になるほど、僕は恥知らずじゃない」と語っているが、このコロンビアでの体験は衝撃的なものとなった。当時のコロンビアは政府とメデジン・カルテルという巨大犯罪組織との間に繰り広げられた麻薬戦争が終わって間もなく、その残党や跡を取ったカリ・カルテルの跳梁は元より、左翼ゲリラFARCが国土の三分の一を支配し、極右民兵組織なども入り乱れる内乱状態にあり、麻薬や誘拐、暗殺といった犯罪が日常化した世界だった。首都ボゴタで死体の撮影を求めてマフィアとの接触を図っていた釣崎は、エンバーミングを専門とするオロスコと出会い、その生き様に惹かれて長期の撮影に入る事になる。
製作三年にわたったオロスコの公開後、2001年アメリカ同時多発テロの影響を受け、事件2ヶ月後に慢性的紛争下のパレスチナで活動。PLO幹部へのインタビューなどルポルタージュ活動に挑み、つづいて、2002年5月 コロンビア エルカルトゥーチョ、カリ、2004年6月 パレスチナ自治区　ジェニン、2004年10月タイ、2006年インド バラナシ、2006年10月フランス カタコンブ、2007年メキシコとゼロ年代を通じて世界を駆け巡ることになる。
国内では、2007年、死体写真家になって13年目で初めて樹海での撮影を敢行。同年、映像作品『JUNK FILM』を発表した。

### 東日本大震災以降
2011年３月、東日本大震災発生直後に被災地を取材。のちに"東日本大震災が自分の転換点”と語っているように、ルポルタージュ活動へ傾斜していく。
2011年3月に『死者の書』を出版。2012年『THE WASTELAND」を発表、写真集「DEATH:PHOTOGRAPHY 1994-2011」を上梓し、これまでの活動を総括した。
2013年6月より、取材、また憂国的感情から、福島第一原子力発電所周辺で放射線測定の作業員として長期にわたり働くようになった。釣崎が働く会社は、国の法令違反基準の確認項目全てに違反している最下層の下請け会社で、全員同室で寝起きする雑魚寝状態の飯場だという。釣崎は、原発事故後の福島に現れた状況を、ゴールドラッシュや宝石鉱山を思い起こさせる、かつての高度成長期のタコ部屋などの労働環境と同質のものと語り、その実態を利権抗争の繰り広げられる「暴力大陸」と形容している。原子力に関しては、原発推進派ではないが、原子力技術の研究を盲目的に捨て去るような非合理でヒステリックな政策は取るべきでないとの考えである
2015年12月、「女性の死体」をテーマにアーティストの笹山直規との2人展『IMPACT』を高円寺素人の乱12号店「ナオナカムラ」で開催。翌年、2016年9月30日から１ヵ月に渡り、笹山直規とメキシコで”死体合宿”を敢行。その成果は2017年5月13日から21日まで「ナオナカムラ」で開催された釣崎清隆＋笹山直規展覧会『Onces de la Noche』で披露された。
2016年1月30日から2月27日まで丸木美術館で開催されたグループ展『私戦と風景』に参加｡  同年7月フィリピン取材。
2017年8月3日、東京都世田谷区豪徳寺の自宅アパートで、物置のブーツの中に覚醒剤約1グラムを所持していたとして、警視庁に現行犯逮捕された。「中南米で麻薬組織を取材した時に勧められ、覚醒剤を使い始めた」「瞬間的に頭がさえ、帰国後も使用していた」と話しているという。

### Days of the Dead - メメント・モリ（あなたはいつか死ぬ。それを忘れるな。）
2018年12月、作家歴四半世紀の集大成として死体写真集「THE DEAD」を東京キララ社より上梓。2018年12月14日から26日には、「THE DEAD」発刊記念として新宿眼科画廊で釣崎清隆 回顧展「Days of the Dead」を開催。　2019年には発刊記念の写真展「Days of the Dead」を広島、大阪、名古屋で行った。
2019年４月、「90年代サブカルチャーに対する再評価の機運の中、「鬼畜系」と呼ばれる分野を否定的にとらえる動きが活発化している」中で、”鬼畜系の弁明 ― 死体写真家・釣崎清隆寄稿「SM、スカトロ、ロリコン、奇形、死体…悪趣味表現を排除してはならぬ理由」”をTOCANAに寄稿。
2022年５月、戦火のまだ止まないウクライナに単身訪れ取材を敢行。
2023年１月に「THE DEAD」と対になるアンソロジー、写真家キャリア初の死体以外の写真の集大成である「THE LIVING」を発売。2023年１月27日から２月８日まで新宿眼科画廊で個展「THE LIVING」を開催した。本個展ではウクライナの写真も披露された。

## 作品・著書一覧

### 映画
- 『死化粧師オロスコ』1999年 スペイン語  監督・撮影 釣崎清隆[17][18]  (2001年モントリオール世界映画祭　Cinema of Tomorrow部門選出。第4回ボゴタ国際ドキュメンタリー展選出。）
- 『ジャンクフィルム 釣崎清隆残酷短編集』1995―2007年 監督・撮影・編集 釣崎清隆 （2008年 第37回ロッテルダム国際映画祭Time＆Tide部門選出。第10回テッサロニキドキュメンタリー映画祭Recording of Memory部門選出。）
- 『ウェイストランド THE WASTELAND』2012年 監督・撮影・編集 釣崎清隆 音楽 Corrupted "El Mundo Frio" (H:G fact) 制作 オロスコ製作委員会

### 著書
- 2000年『世界残酷紀行 死体に目が眩んで』 リトル・モア
- 2005年『ファイト批評』 共著アイカワタケシ 洋泉社
- 2011年『死者の書』 三才ブックス
- 2011年『エメラルド王』 共著 早田英志 新潮社
- 2017年『原子力戦争の犬たち 福島第一原発戦記』 東京キララ社

### 写真集
- 1996年『danse macabre to the HARDCORE WORKS』 NGP
- 2006年『REVELATIONS』 IMHO DWW社
- 2006年『REQUIEM DE LA RUE MORGUE』 IMHO DWW社
- 2006年『10 stories of DEADLY SPEED』 自主制作
- 2012年『DEATH: PHOTOGRAPHY 1994-2011』 Creation Books
- 2018年『THE DEAD』 東京キララ社
- 2023年『THE LIVING』 東京キララ社
- 2024年『THE DEAD revised edition』東京キララ社

## 写真展
- 1995年8月 “納涼死体祭” NG Gallery（東京）
- 2001年1-2月 “SHOCK WORKS” UNDER×PUBLIC（大阪）
- 2001年10月 “SHOCK WORKS” リトルモア・ギャラリー（東京）
- 2004年7月 “裸の街の血は冷たく” LA CAMERA（東京）
- 2004年7-8月 “裸の街の血は冷たく” AURACROSS（大阪）
- 2005年3-4月 “DEADLY SPEED” ヴァニラ画廊（東京）
- 2005年10月 “MONDO OROZCO” ヴァニラ画廊（東京）
- 2006年2月 “ハードコアワークス2006” Subterraneans（大阪）
- 2006年10月 “REVELATIONS” Galerie Kennory Kim(パリ)
- 2008年3-4月 ”CARNAGE SCENES" SOUP (東京)[19]
- 2008年7月 “JUNK WORKS” The Ghetto（東京）
- 2010年6月 “ALIVE” 桜坂アートギャラリー（東京）
- 2011年10月 “THE WASTELAND” OMEGA ALGEA（東京）[20]
- 2014年7-8月 “釣崎清隆展” G-SHELTER・BAR黒（沖縄）
- 2016年1-2月 “私戦と風景” 丸木美術館（埼玉）
- 2018年12月 “Days of the Dead” 新宿眼科画廊（東京）
- 2019年7月 “Days of the Dead OSAKA” TORARY NAND（大阪）
- 2019年9月 “Days of the Dead NAGOYA” Bibliomania（名古屋）
- 2021年3月 “Days of the Dead OSAKA 2021” TORARY NAND（大阪）
- 2021年5-7月 “Days of the Dead 2021” BAR毒毒（東京）
- 2022年12月 “Days of the Dead OSAKA 2022” TORARY NAND（大阪）
- 2023年1-2月 “THE LIVING” 新宿眼科画廊（東京）
- 2023年9月 “Days of the Dead 2023” BAR毒毒（東京）
- 2024年9-10月 "DEATH 1994~2024"新宿眼科画廊 (東京)
- 2024年11月 “Days of the Dead 2024” BAR毒毒（東京）
- 2025年3月 "Days of the Dead OSAKA 2025" ToraryNand(大阪)

## 思想

### 死体
- 「死体は虚実や善悪が何の価値も持たない、たんたんとしたこの世界の断面だ」[21]
- 「いや応なくわき出るいかがわしい感情はその目撃者自身の人間性を反映する。死体に醜悪を見る者は取りも直さず本人自身が醜悪なのかもしれない」と見る者の心理的鏡像であるとする[21]。
- 「死体の本質は暴力」[22]
- 「暴力のない世界は健全ではない。暴力のない世界とは愛のない世界だからである」[23]
- 2018年、メメント・モリという言葉について「説教くさくて嫌でした。でもここまで死について考える機会が失われてくると、あえて言わざるを得ないのではないかと思っています」と答えている。

## 出演
- 2010年より、地獄のハードコアカルチャー最前線 『進捗ナイト』 - モダンフリークス福田光睦が主催。ケロッピー前田らと参画[24]。進捗ナイトは2020年12月18日、101回目にして終了した。
- 2019年10月から「NEO鬼畜道場」にケロッピー前田と出演。現在まで10回開催されている。
- 2021年１月よりバースト・ジェネレーション presents 「BURST 公開会議」に出演。